# I liga paragwajska w piłce nożnej (1914)
Mistrzem Paragwaju został klub Club Olimpia, natomiast wicemistrzem Paragwaju został klub Cerro Porteño.
Mistrzostwa rozegrano systemem każdy z każdym mecz i rewanż. Najlepszy w tabeli klub został mistrzem Paragwaju.
Z ligi nikt nie spadł i nikt do niej nie awansował.

## Primera División

### Tabela końcowa sezonu 1914
| Poz | Klub                | Punkty |
| --- | ------------------- | ------ |
| 1   | Club Olimpia        | 15     |
| 2   | Cerro Porteño       | 15     |
| 3   | Club River Plate    | 9      |
| 4   | Club Sol de América | 8      |
| 5   | Club Nacional       | 6      |
| 6   | Club Guaraní        | 5      |

Ze względu na równą liczbę punktów dwóch najlepszych w tabeli klubów rozegrano mecze barażowe o tytuł mistrza Paragwaju.
| Mecz                             |
| -------------------------------- |
| Club Olimpia – Cerro Porteño 2:2 |
| Club Olimpia – Cerro Porteño 1:1 |
| Club Olimpia – Cerro Porteño 3:2 |

## Liga Centenario
Mistrzem Paragwaju rozgrywek w ramach Liga Centenario został klub Club Libertad. Wśród uczestników ligi był także klub Atlántida SC.